# Telebasis corallina
Telebasis corallina – gatunek ważki z rodziny łątkowatych (Coenagrionidae). Występuje na terenie Ameryki Środkowej, Ameryki Południowej i Karaibów.